# Eduardo Yáñez
Eduardo Yáñez  (Mexikóváros, 1960. szeptember 25. –) mexikói színész.

## Élete
1960. szeptember 25-én született  Mexikóvárosban. Édesanyjával és féltestvéreivel élt, apját soha nem ismerte. Gyermekkorában futballista szeretett volna lenni, de végül színész lett .

## Filmográfia

### Telenovellák
- 1982: Quiéreme siempre - Carlos
- 1983: El maleficio - Diego
- 1984: Tú eres mi destino - Fabián
- 1984: El amor nunca muere - Alfonso
- 1984: La muerte cruzó el río Bravo - Fernando
- 1985: Cartas de amor
- 1987: Senda de Gloría - Manuel Fortuna
- 1989: Dulce desafío - Enrique Toledo
- 1990: Yo compro esa mujer (Megveszem ezt a nőt!) - Alejandro Aldama / Enrique
- 1991: En carne propia - Leonardo Rivadeneyra
- 1994: Marielena - Luis Felipe Sandoval
- 1994: Guadalupe - Alfredo Robinson
- 2003: Te amaré en silencio - Camilo/El Lobo
- 2006: La verdad oculta - Juan José Victoria Ocampo
- 2007: Destilando amor (Szerelempárlat) - Rodrigo Montalvo Santos
- 2008: Fuego en la sangre - Juan Reyes-Robles
- 2009: Corazón salvaje (Vad szív) - Juan del Diablo / Juan de Dios San Román Montes de Oca / Juan Aldama de la Cruz
- 2012: Amores verdaderos (Rabok és szeretők) - José Ángel Arriaga Cupil
- 2015: Amores con trampa - Facundo Carmona

### Filmek , sorozatok
- 1985: Enemigos a muerte - Jorge "Triángulo de muerte"
- 1985: Narco terror
- 1985: Contrato con la muerta
- 1986: El maleficio 2 - Profesor Andrés
- 1986: Yako, cazador de maltidos - José Luis/Yako
- 1987: Dias de matanza
- 1987: Hombres de arena
- 1987: Asesinato en la Plaza Garibaldi
- 1988: Contrabando, amor y muerte
- 1988: Panico en la carretera
- 1988: Bancazo en los Mochis
- 1989: Operación asesinato
- 1990: Carrera contra la muerte - Fabian Albarran
- 1991: Polvo de muerte
- 1991: Golpe brutal
- 1991: Operativo de alto riesgo
- 1994: Gladiadores del infierno
- 1995: Ocho malditos
- 1996: Robin Goodfellow - Diego
- 1996: Savannah - Benny Serna
- 1996: Striptease - Chico
- 1996: Miami Hustle 'Hello, She Lied' - José
- 1997: Soldierof Fortune: Collateral Damage - Miguel Peralta
- 1998: Wild Things - Frankie Condo
- 1999: Dr. Quinn Medicine Woman: The Movie - Valdez
- 1999: Help up! - Rodrigo
- 2000: Knockout - Mario Rodriguez
- 2001: Megiddó (Megiddo: The Omega Code 2) - García tábornok
- 2002: CSI Miami 'A Horrible Mind' - Columbian Interrogator
- 2004: The Punisher - Mike Toro
- 2004: Man On Fire
- 2005: Sleeper Cell 'Money' - Felix Ortiz
- 2005: Cold Case 'Frank's Best' - Felic Darosa
- 2006: Hot Tamale - Sammy
- 2006: All you've Got - Javier Espinoza
- 2011: NCIS Los Angeles 'Enemy Within' - Antonio Medina